# Čáslav
Čáslav (Tjekkisk udtale: [ˈtʃaːslaf]; tysk: Tschaslau) er en by i Kutná Hora-distriktet i regionen Centralbøhmen i Tjekkiet. Den har omkring 10.000 indbyggere. Den historiske bymidte er velbevaret og er beskyttet beskyttet af den tjekkiske lov som Kulturmonument.
Den består af bydelene Čáslav-Nové Město ("nye by") and Čáslav-Staré Město ("gamle by"), og landsbyen Filipov.

## Geografi
Čáslav ligger omkring 9 km sydøst for Kutná Hora. Den ligger i et fladt landbrugslandskab i lavlandet Centrale Elb-plateau. Bækken Brslenka løber gennem byen og forsyner flere damme, bl.a. Podměstský i byens centrum.

## Historie
Čáslavs historie begynder i det 9. århundrede med grundlæggelsen af bosættelse kaldet Hrádek. I det 11. århundrede blev det et Přemyslid-administrativt center. En ny kongeby med et stort torv blev grundlagt af kong Ottokar 2. af Bøhmen ved siden af Hrádek i omkring 1250. I 1421 debatterede det bøhmiske parlament i Čáslav og valgte en ny Hussitter-regering.
To store brande i 1452 og 1522 beskadigede byen alvorligt. Under Trediveårskrigen, i 1639 og 1642, blev Čáslav ødelagt og brændt ned af svenske tropper. Byen kom sig dog, og i 1715 blev Čáslav centrum for en region.